# Cleistocactus
Cleistocactus Lem. è un genere di piante succulente della famiglia delle Cactacee.

## Descrizione
Il genere è caratterizzato da fusti colonnari con diverse ramificazioni che si protendono alla base.
La sua crescita è piuttosto veloce in base alla normale media allo sviluppo di altre cactacee, e, all'apice della pianta, si formano vivaci fiori rossi o gialli che però non sbocciano mai, anche se dal bocciolo spuntano gli stami.

## Distribuzione e habitat
Originario dell'America meridionale, il genere è presente in Perù, Bolivia, Brasile, Argentina,  Paraguay e Uruguay
La temperatura minima che riesce a sopportare è di 5 °C, ma la sua temperatura ideale si aggira fra i 20 e i 25 °C.}

## Tassonomia
Il genere comprende le seguenti specie:
- Cleistocactus ayopayanus Cárdenas
- Cleistocactus baumannii (Lem.) Lem.
- Cleistocactus brookeae Cárdenas
- Cleistocactus buchtienii Backeb.
- Cleistocactus candelilla Cárdenas
- Cleistocactus capadalensis F.Ritter
- Cleistocactus chrysocephalus (F.Ritter) Mottram
- Cleistocactus dependens Cárdenas
- Cleistocactus hildegardiae F.Ritter
- Cleistocactus hyalacanthus (K.Schum.) Rol.-Goss.
- Cleistocactus laniceps (K.Schum.) Rol.-Goss.
- Cleistocactus luribayensis Cárdenas
- Cleistocactus micropetalus F.Ritter
- Cleistocactus morawetzianus Backeb.
- Cleistocactus parviflorus (K.Schum.) Rol.-Goss.
- Cleistocactus pungens F.Ritter
- Cleistocactus reae Cárdenas
- Cleistocactus ritteri Backeb. ex Guiggi
- Cleistocactus samaipatanus (Cárdenas) D.R.Hunt
- Cleistocactus smaragdiflorus (F.A.C.Weber) Britton & Rose
- Cleistocactus strausii (Heese) Backeb.
- Cleistocactus tominensis (Weing.) Backeb.
- Cleistocactus variispinus F.Ritter
- Cleistocactus viridiflorus Backeb.
- Cleistocactus winteri D.R.Hunt

## Coltivazione
Il Cleistocactus è una pianta molto forte, per nulla delicata, tant'è che può sopravvivere ad una temperatura di 6°. Deve avere un'esposizione diretta al sole, mentre le annaffiature devono essere effettuate da aprile a settembre inoltrato, senza bagnarle durante l'inverno, poiché le piante grasse in questo periodo dell'anno devono andare in una specie di letargo. Può essere anche utilizzato ed è anzi consigliato come porta innesti. L'esposizione solare deve essere inoltre diretta almeno per una buona mezza giornata.